# Стрільба на літніх Паралімпійських іграх 2012
Змагання зі стрільби на літніх Паралімпійських іграх 2012 року пройшли у Королівських артилеристських казармах у Лондоні з 30 серпня по 6 вересня 2012 року. 

## Класифікація спортсменів
Спортсмени були класифіковані на різні групи в залежності від ступеня інвалідності. Система класифікації дозволяє спортсменам з однаковими порушеннями конкурувати на рівних.

Атлети класифікуються на такі групи:
- SH1: спортсмени, які можуть витримати вагу зброї і використовують гвинтівку чи пістолет.
- SH2: спортсмени, які використовують підтримку, оскільки вони мають порушення, що зачіпає одну чи обидві руки і використовують тільки гвинтівку.

## Змагання

### Чоловіки
| Змагання                     | Клас          | Золото         | Срібло         | Бронза        |
| ---------------------------- | ------------- | -------------- | -------------- | ------------- |
| Пневматична гвинтівка - 10м  | Стоячи SH1    | Чао Дон        | Йонас Якобссон | Йозеф Ноймаєр |
| Гвинтівка - 50 м             | 3 позиції SH1 | Йонас Якобссон | Дорон Шазірі   | Дон Чао       |
| Пневматичний пістолет - 10 м | SH1           | Секюн Парк     | М Коран Ямак   | Зюхе Лі       |

### Жінки
| Змагання                     | Клас          | Золото                  | Срібло             | Бронза                |
| ---------------------------- | ------------- | ----------------------- | ------------------ | --------------------- |
| Пневматична гвинтівка - 10м  | Стоячи SH1    | Цюйпін Жан              | Мануела Шмермунд   | Наталі Сміт           |
| Гвинтівка - 50 м             | 3 позиції SH1 | Цюйпін Жан              | Шібей Дан          | Вероніка Вадовічова   |
| Пневматичний пістолет - 10 м | SH1           | Олівера Наковска-Бикова | Марина Кліменченко | Сара Махмудікордхейлі |

### Змішані
| Змагання                    | Клас       | Золото                  | Срібло                         | Бронза              |
| --------------------------- | ---------- | ----------------------- | ------------------------------ | ------------------- |
| Пневматична гвинтівка - 10м | Лежачи SH1 | Седрік Февр             | Метью Скелхон                  | Цюйпін Жан          |
| Пневматична гвинтівка - 10м | Лежачи SH2 | Василь Ковальчук        | Рафаель Вольтц                 | Джеймс Бевіс        |
| Пневматична гвинтівка - 10м | Стоячи SH2 | Дзюоюн Кан              | Горазд Францек Тірсек          | Майкл Джонсон       |
| Гвинтівка - 50 м            | Лежачи SH1 | Абдулла Султан Алар'яні | Хуан Антоніо Сааведра Рейналдо | Метью Скелхон       |
| Пістолет - 25 м             | SH1        | Дзянфей Лі              | Сергій Малишев                 | Валерій Пономаренко |
| Пістолет - 50 м             | SH1        | Парк Сєкюн              | Валерій Пономаренко            | Хедон Ні            |

## Медальний залік
| Місце | Країна                     | Золото | Срібло | Бронза | Всього |
| ----- | -------------------------- | ------ | ------ | ------ | ------ |
| 1     | Китай                      | 4      | 1      | 3      | 8      |
| 2     | Республіка Корея           | 3      | 0      | 1      | 4      |
| 3     | Франція                    | 1      | 1      | 0      | 2      |
| 3     | Швеція                     | 1      | 1      | 0      | 2      |
| 5     | КЮР Македонія              | 1      | 0      | 0      | 1      |
| 5     | Об'єднані Арабські Емірати | 1      | 0      | 0      | 1      |
| 5     | Україна                    | 1      | 0      | 0      | 1      |
| 8     | Росія                      | 0      | 3      | 1      | 4      |
| 9     | Велика Британія            | 0      | 1      | 2      | 3      |
| 10    | Німеччина                  | 0      | 1      | 1      | 2      |
| 11    | Ізраїль                    | 0      | 1      | 0      | 1      |
| 11    | Іспанія                    | 0      | 1      | 0      | 1      |
| 11    | Словенія                   | 0      | 1      | 0      | 1      |
| 11    | Туреччина                  | 0      | 1      | 0      | 1      |
| 15    | Австралія                  | 0      | 0      | 1      | 1      |
| 15    | Іран                       | 0      | 0      | 1      | 1      |
| 15    | Нова Зеландія              | 0      | 0      | 1      | 1      |
| 15    | Словаччина                 | 0      | 0      | 1      | 1      |